# 田植機

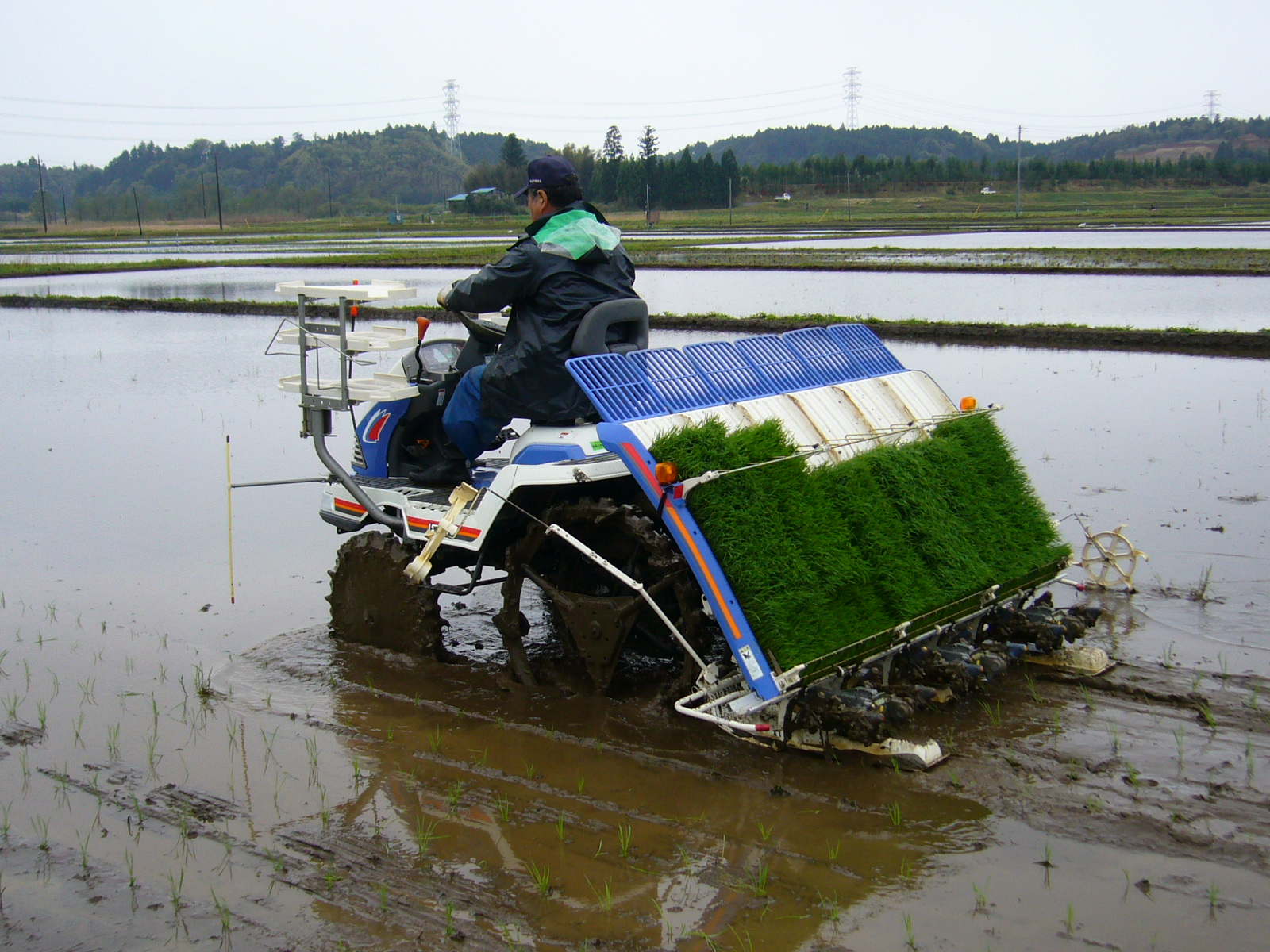
乗用田植機（6条植え乗用田植機）

田植機（たうえき）は、イネの苗を水田に移植する農業機械である。主に東アジアと東南アジアの国々の稲作地で使われている。歩行型や乗用型がある。また、最大級の乗用型の機械では10条植えまである。

## 概要

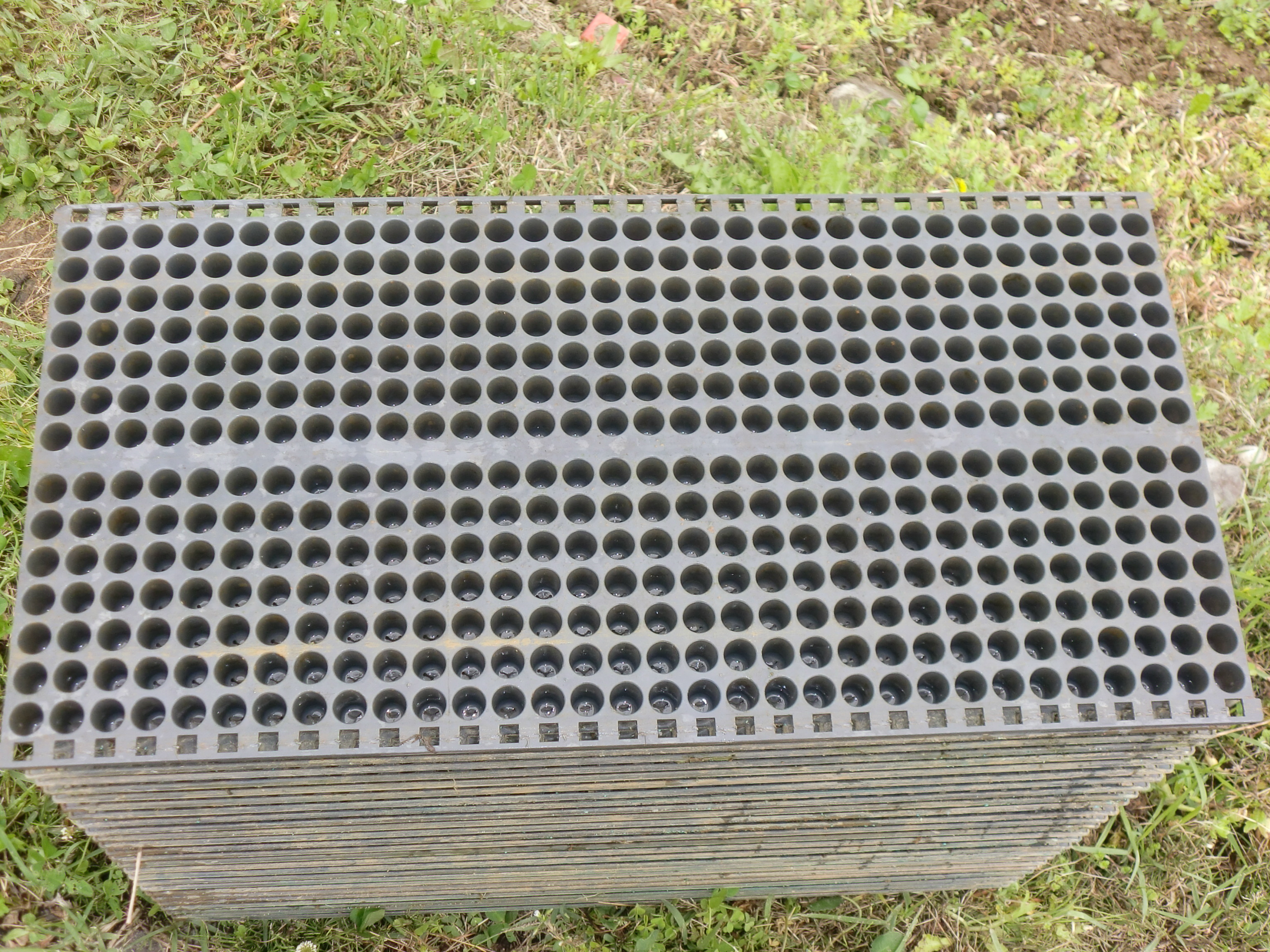
ポット育苗箱

現在日本で一般的に使われている田植機は、植え付け爪によって苗を挟み持ち、土に挿し込むタイプのものである。田植機はエンジンと車輪を有し、前進するとともに後部に設けられた植え付けアームが動き、苗を植えてゆく。田植機の幅方向に通常は30 cm間隔（北海道では33cm）で整列した複数（例えば2から10）の植え付け爪を持つ田植機は、一度に複数の条（列）の苗を株間15〜30cm間隔で植えることができる。

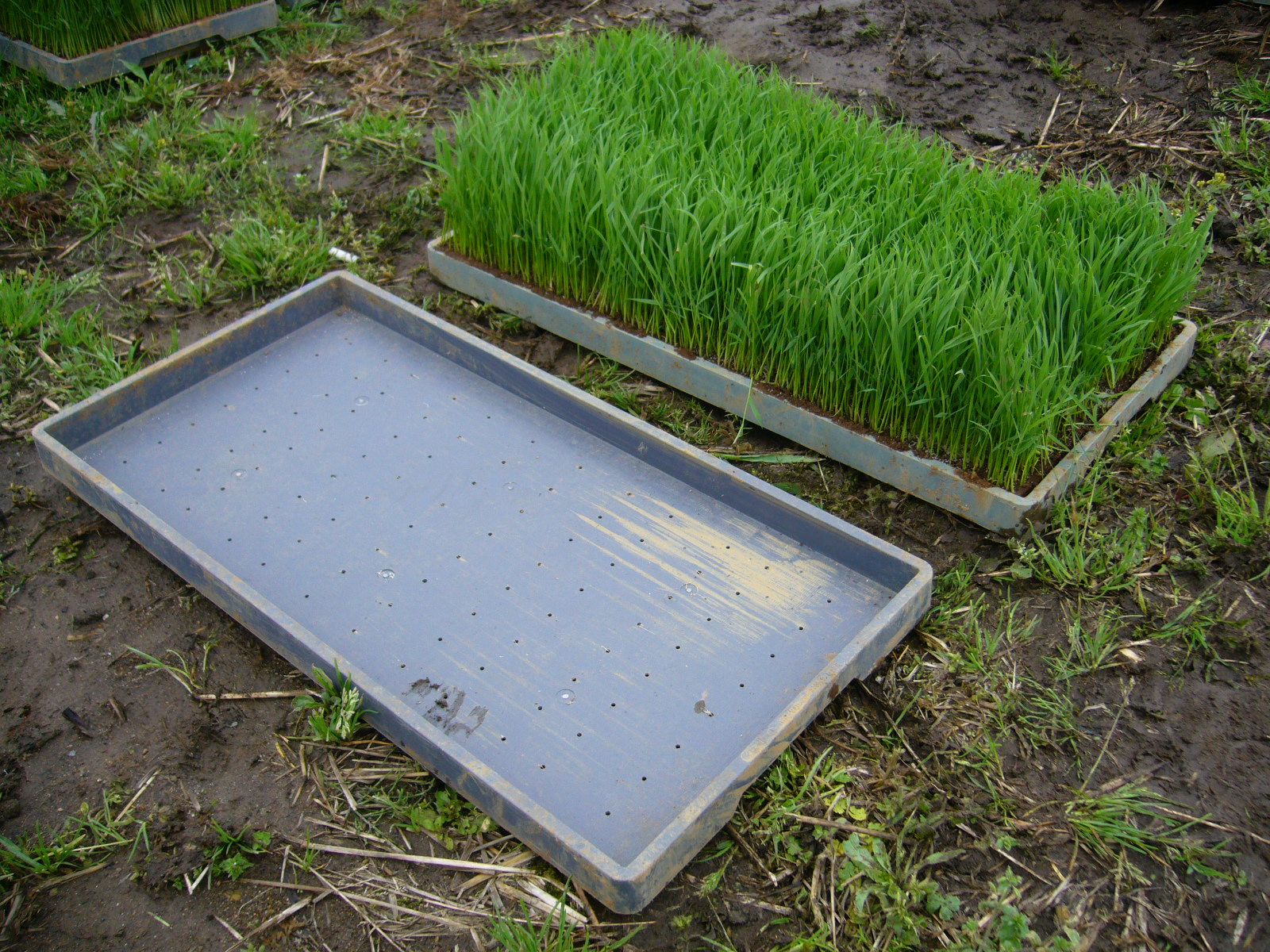
育苗箱

また、苗を植え付ると同時に、肥料を投入したホッパーから苗の脇の土中に肥料を置く「側条施肥」機構が付いた田植機が増加している。
植え付け爪を持つ田植機は、マット苗を植えるものとポット苗を植えるものとに大別される。北海道以外の地域ではマット苗方式が主流であるが夏の短い北海道に関してはポット苗方式が主流である。
マット苗マット苗とは、育苗箱（いくびょうばこ）（幅約30 cm、長さ約60 cm、厚さ約3 cm）という浅い盆状の箱に床土を入れてその上に種を蒔き更にその上に薄く覆土をし発芽させる。最近では省力化のために床土の替わりにスーパーで売られているカイワレダイコンのようなマット（レキメンマット）に根をからみ合わせる苗が普及してきた。マット苗は、育苗箱から取り外して、マットの形を崩さずに田植機の斜めになった台に並べられる。田植機の植え付け爪は、マットの端から苗を掻き取って挟み持ち、田の土に植え込む。苗の掻き取る量を調整することで一株当たりの苗本数を調整する。
ポット苗ポット苗とは、横14 ×縦32 の448 穴の一体成形されたプラスチック製のポット育苗箱を利用し、各穴に2 ～4 粒ずつの種子を播いて育てた苗である。ポット苗は、ポット育苗箱ごと田植機にセットされる。各苗はプラスチック製のポットから簡単に引き抜くことができる。ポットから苗を引き抜いたものをベルトで送り、植え付け爪で田の土に植え込む。成苗を容易に育苗できるため最近では有機稲作の主要を占める方式である。マット苗と違い根を切らず田植を行えるため活着がよく米の収量もマット苗と比べると2 割以上の増収が見込める。
現在日本で一般的な田植機を使う稲作では、稚苗と言われる葉令（葉の枚数）が2葉から3葉、苗の草丈約5 cmから10 cm前後の幼い苗を本田に移植する。稚苗以外に育苗期間を短くするために稚苗より幼い乳苗（葉令2未満）や稚苗より葉令の多い中苗（ちゅうびょう）を植える場合もある。従来（古来からの）の稲作では、苗代（なわしろ）という狭い田に種籾（イネの種子、籾殻つきの米粒）を密に播いて苗に育て、草丈が30 cmほどの成苗に成長したところでこの苗を掘り取り、本田に移植していた。この状態を成苗での田植えと言う。
通常育苗箱を使う田植機で移植する場合の苗の密度は地方や植え付け時期で異なるものの、1坪（3.3 m2）あたり37株から90株程までを田植機で調節出来るようになっている。従って植え付ける間隔（株間）は45株で24 cm、90株で12 cmの比較的密植なのに対しポット苗を使う成苗植えの田植機は30 cm程度の疎植である。条間（列の間隔）は通常30 cmであるがポット成苗植の田植機は条間33 cmである。

## 日本における開発の歴史
田植機が発明される前の日本の田植は、足元の悪い水田の中で身体を二つ折にし、腰に括りつけたびく（籠）などに入れた稲の苗を手で数本ずつ植えていく過酷で単調な作業であった。
田植機は日本では明治時代から研究され始めた。宮崎県の農民発明家、河野平五郎が1899年（明治31年）に田植機の特許第1号を取得した旨の記録がある。
人力による田植機は1960年代に実用化が始まった。国立科学博物館の記録によれば、国産実用化第1号機は、北海道千歳市の企業が1964年に開発したもので12列の株を同時に植えられる機能があったとされる。また、動力式のものも1967年には開発されており、作業効率の大幅な向上に寄与した。

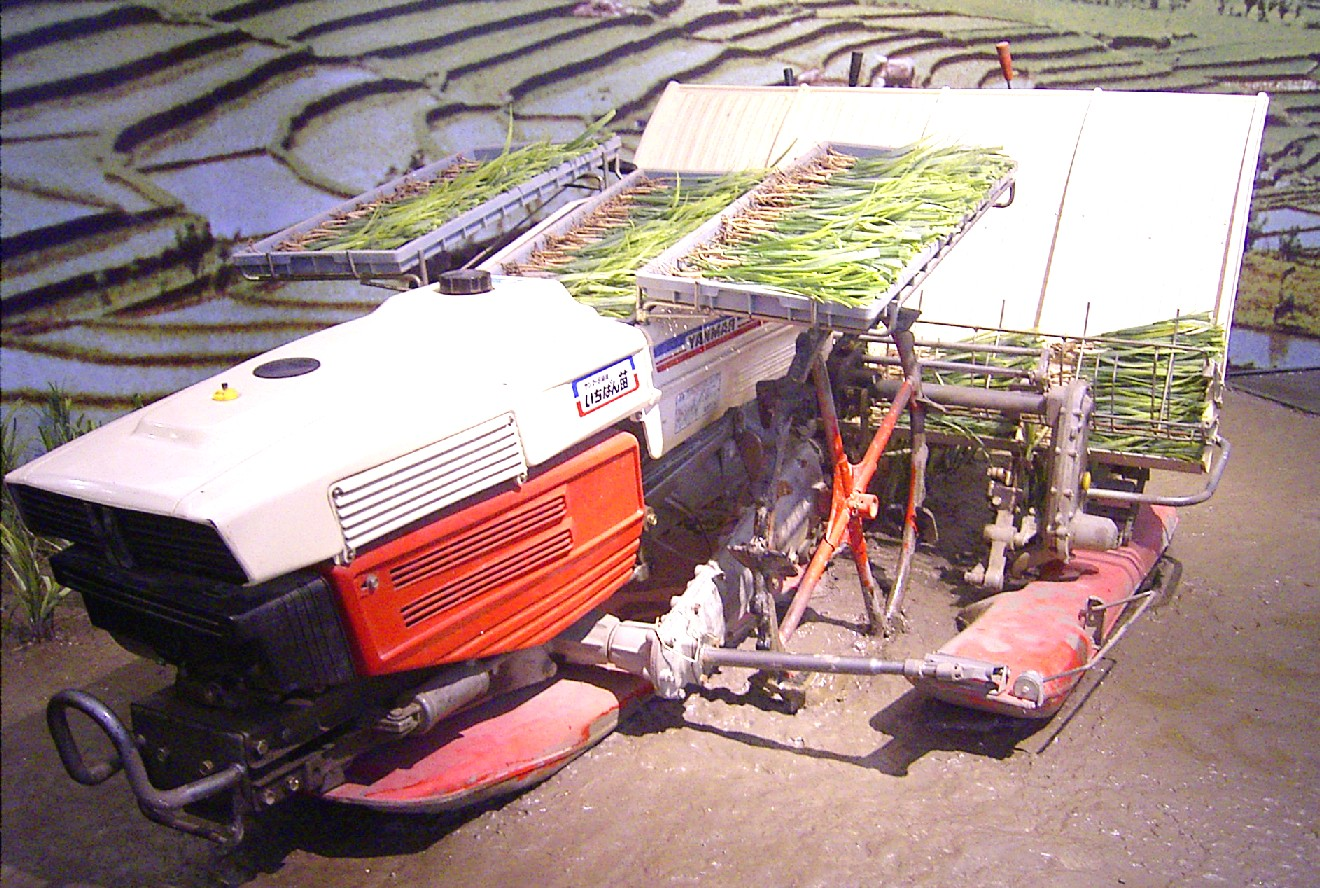
歩行型田植機(YANMAR YP 400)

1970年代から1990年代にかけて、田植機の技術革新と普及が急速に進んだ。1980年代後半には、今までの植付け方式であったクランク式からロータリー式が実用化。田植え時の作業能率（スピード）が格段に上がる。これ以降、全農家の半数が田植機を所有し、ほとんどの田が田植機によって田植えされている。
1998年にはヤンマー（農機事業部。旧・ヤンマー農機、現・ヤンマーアグリ）が歩行型田植機と同程度の廉価の乗用田植機Pe-1を発売し大ヒット。他社も急遽追随し急速に乗用型が普及した。現在歩行型の販売は年々減少している。
1990年代から赤外線やレーザー光線を使った無人機の開発が進められ2005年にはGPSを活用した無人の田植機の開発が進められていることが発表されている。
2007年には、世界初の自動植付け機能が搭載された田植機が販売された。

## ギャラリー

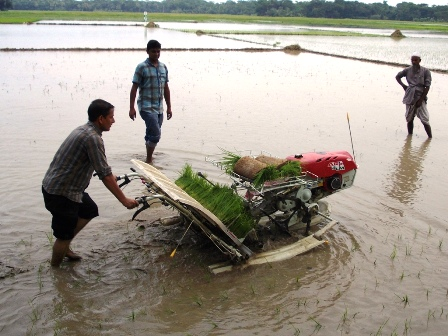
歩行型田植機
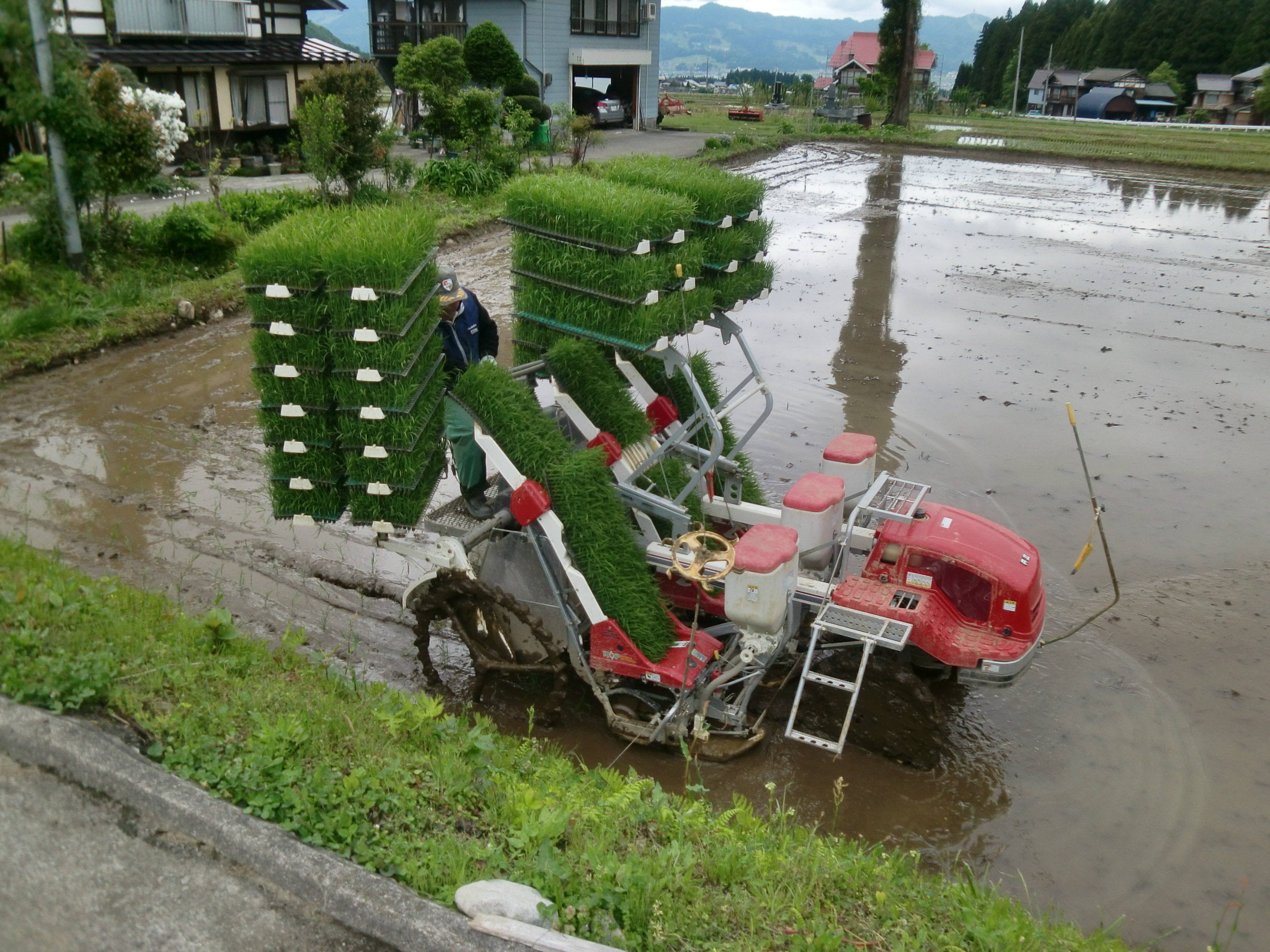
ポット式田植え機
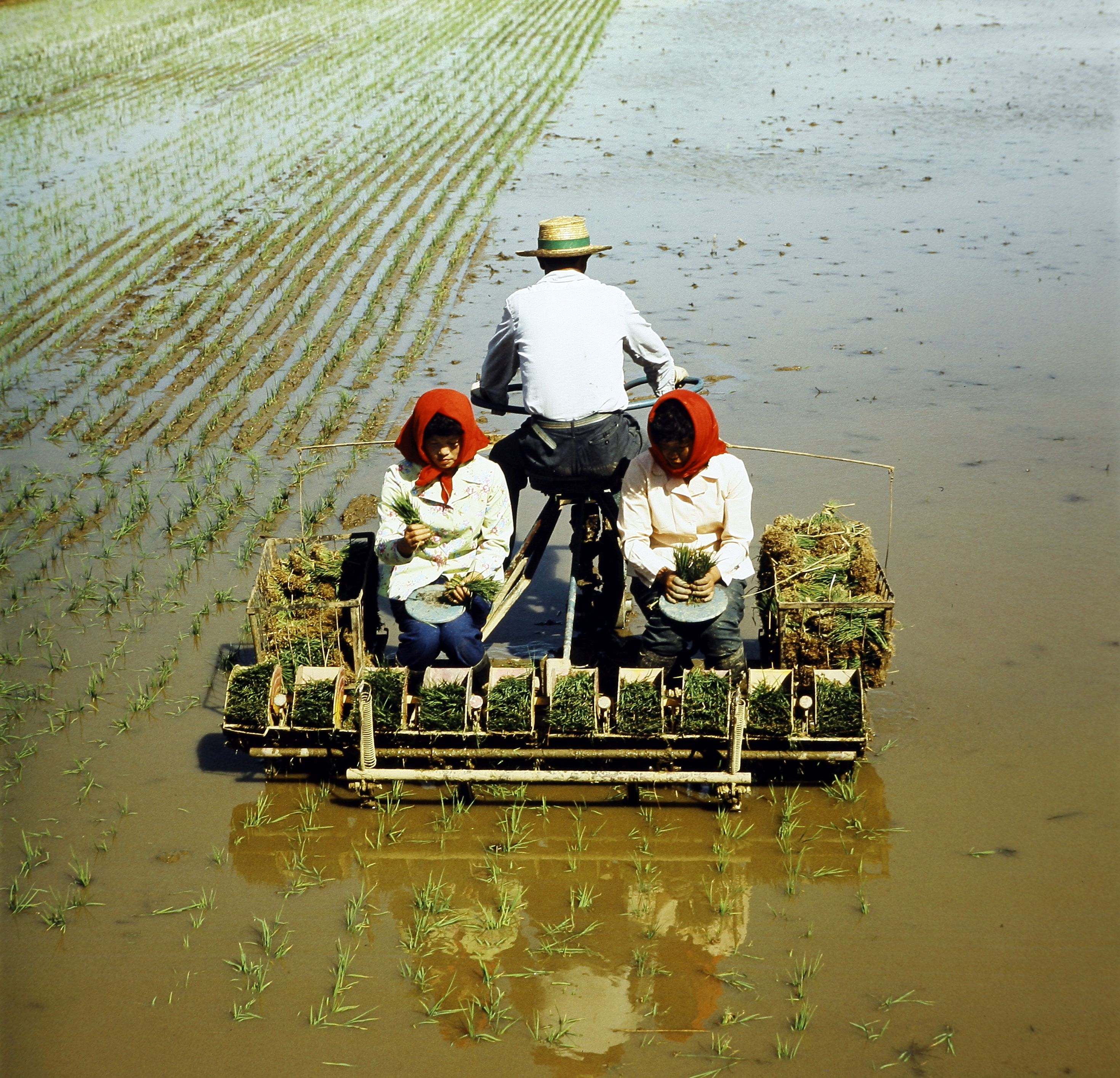
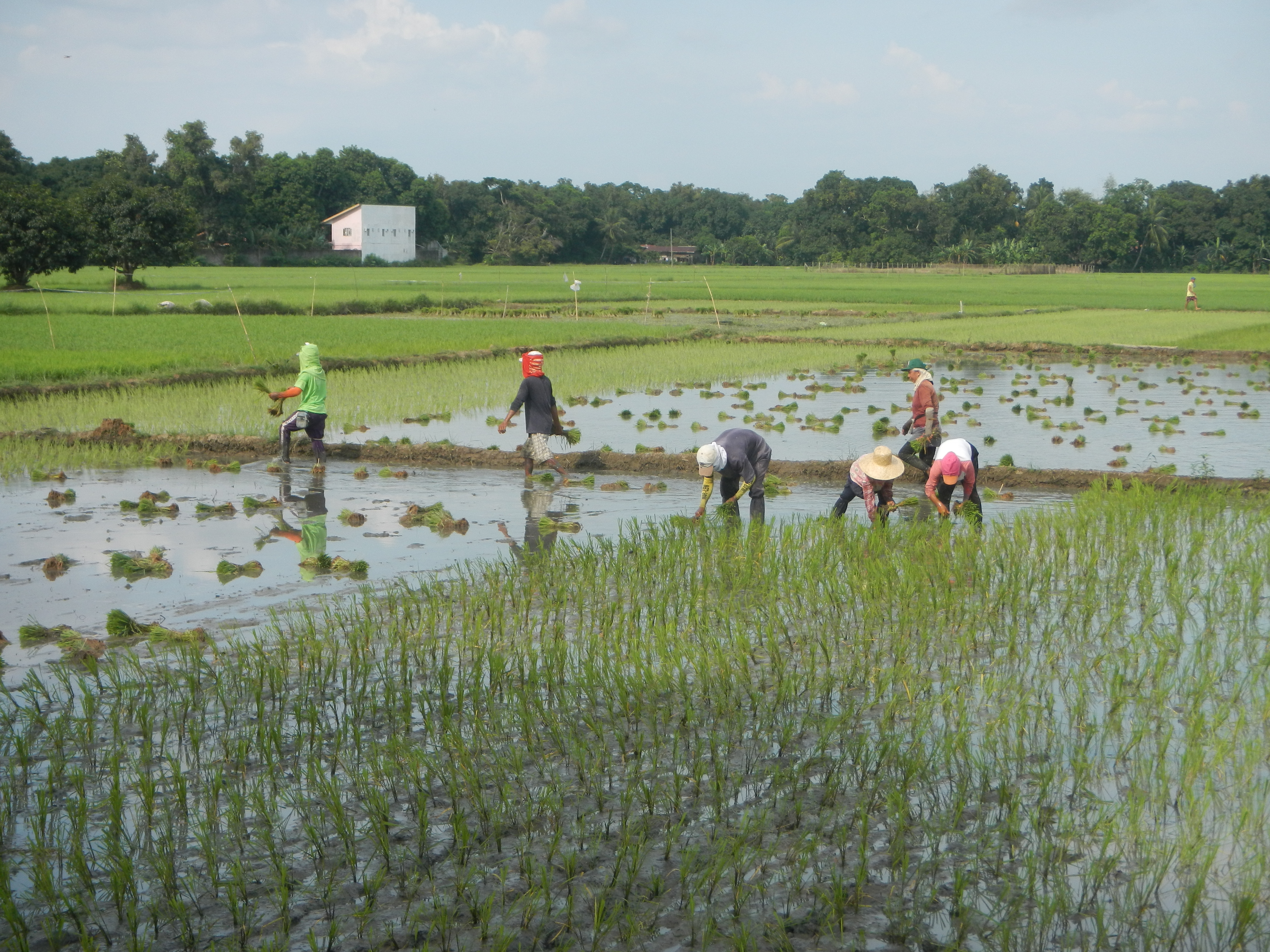
人力のみによる田植